# Тин на Бечви
Тин на Бечви (чеш. Týn nad Bečvou) је насељено мјесто са административним статусом сеоске општине (чеш. obec) у округу Преров, у Оломоуцком крају, Чешка Република.

## Становништво
Према подацима о броју становника из 2014. године насеље је имало 836 становника.